# میچا ایگنرسکی
میچا ایگنرسکی (انگلیسی: Michał Ignerski؛ زادهٔ ۱۳ اوت ۱۹۸۰) بازیکن بسکتبال اهل لهستان است.